# Lis Addison
Lis Addison es compositora, vocalista, teclista, bailarina, productora, ambientalista y filántropa. Ella compone en los géneros de música ambiental, crossover clásico, world, new age y electrónica. Addison ha compuesto y producido dieciséis álbumes en solitario, bandas sonoras para películas y danza y tiene más de 10 millones de reproducciones en Spotify, Apple, y Pandora. Sus últimos cuatro álbumes han figurado en el top 10 de las listas New Age.
Addison escribe música meditativa, música de baile con influencia africana y música con influencia india.
Addison ha sido profesora en SAE Expressions Digital Arts College, donde enseñó teoría musical y ciencias ambientales. También enseñó en el Globe Sound Healing Institute, donde enseñó su programa de voz cinética, teoría musical y canto raga clásico del norte de la India.

## Familia y educación
El padre de Addison era médico, su madre era bailarina de ballet y su abuela era pianista. Comenzó a estudiar danza a los 8 años, piano a los 10 y a escribir canciones a los 11. Addison fue a Mills College, donde obtuvo una licenciatura en “Perspectivas históricas y contemporáneas de la música y el medio ambiente” (una especialización individualizada que combina estudios de música, historia y biología) y una maestría en Bellas Artes en “Música electrónica y medios de grabación”.
Como estudiante universitario, Addison estudió piano, voz y composición con Terry Riley y Lou Harrison, y teoría musical con Allaudin Mathieu. Juntos la introdujeron a la música del mundo.
Se sintió particularmente atraída por Riley. Esto la llevó a estudiar canto clásico Raga del norte de la India con el maestro de Riley, Pandit Pran Nath de la India.
Mientras estuvo en Mills, tocó en una banda de reggae en un papel más tradicional de cantautor.
Regresó a Mills como estudiante de posgrado en música electrónica y grabación. Addison estudió voz, electrónica y ritmo para crear atmósferas electrónicas.

## Composición
La influencia de Mills sustenta su música de muchas maneras y desarrolló “un sonido distintivo usando su voz como instrumento mezclado con atmósferas electrónicas”.

## Trabajo en el Globe Sound Healing Institute y Kinetic Voice
Addison cita un viaje por carretera en los desiertos de las afueras de Los Ángeles, durante el cual se topó con una serpiente de cascabel y estuvo a punto de ser alcanzada por un rayo, como un punto de inflexión crucial para su música. Y después de ese viaje, Addison comenzó a incorporar conceptos de sanación sonora a su música y a experimentar con su voz en lo que ella describe como formas no idiomáticas.
Estos conceptos inspiraron el trabajo de Addison en el Globe Sound Healing Institute en Sausalito. Addison desarrolló un sistema de “vocalizaciones de chakras” para mover la energía a través del cuerpo. Fundó el programa Kinetic Voice después de trabajar con cientos de mujeres y observar un patrón de opresión colectiva en la voz femenina.
Kinetic Voice busca darle a las mujeres la libertad de dejar salir sus emociones de ansiedad y enojo a través de dejar salir su voz.
El programa introduce a los estudiantes a la voz y al movimiento, para que sientan la música a un nivel somático.
La Trilogía del programa consta de:
- Chakra Chants and Signature Steps (de Song of the Tree)
- Body Chants and Signature Steps (de Grace of the Green Leaf)
- Elements and Signature Steps (de Elements)

El álbum Song of the Tree de Addison (2008) sentó las bases para su distintivo estilo musical y para KiVo. Los Chakra Chants, que se encuentran en el álbum, consisten en vocalizaciones (vocablos) no específicas del idioma que exploran el uso de la vibración vocal para ayudar a limpiar los Chakras y liberar la tensión. Tras su lanzamiento, coreografió movimientos específicos para acompañar las vocalizaciones.
Durante la pandemia de COVID, Addison observó que la vida se redujo a sus elementos más simples: menos conducción, menos entretenimiento, menos trabajo y viajes, permanecer más cerca del hogar y la familia. Esto la llevó a lanzar Elements, que presenta música reducida a sus elementos (con pistas que comienzan en escalas pentatónicas de cinco tonos, no de siete tonos). Addison centró el álbum en los elementos necesarios para la supervivencia: tierra, aire, fuego y agua.
Su álbum Zadaka fue encargado por una técnica de baile llamada Técnica Nia. Zadaka se convirtió en la "fuente" de Nia. Esta colaboración dio lugar a una gira por más de 50 ciudades de Australia, Canadá, Europa, Israel, México y Estados Unidos. Las actuaciones incluyeron a Addison cantando su música acompañada de un ritmo afro mientras el público participaba en un movimiento de baile inspirado en la Técnica Nia. A esto le seguirá un taller de KiVo.

## Filantropía
La Sra. Addison estudió ciencias ambientales en Mills College y en 2013 creó el Singing Tree Institute, una organización ambiental sin fines de lucro que ha plantado más de 7000 árboles en Kitui, Kenia. Singing Tree planta árboles y documenta canciones y bailes de la comunidad Kamba en Kenia.
Las plantaciones se encuentran principalmente en la comunidad rural de Kangweni, Kenia. Los días de plantación con estudiantes de la Escuela Primaria Maviani, la Academia Yanzuu Daystar, la Iglesia de San Juan y el Colegio Vocacional Syombuku finalizan con una celebración de canto y baile.

## Discografía
- All God’s Creatures (1985)
- The Daughters of Urth (1986)
- Seven Gifts (2004)
- The Song of the Tree (2008)
- The Grace of the Green Leaf (2010)
- Medicine Drum Kirtan (2012)
- Crown in the Sky (2013)
- Music for Rainbow Meditation (2014)
- The Mighty Mountains (2014)
- On the Earth I Go (2014)
- Body Chants (2015)
- Shikamu (2015)
- Habitats (2018)
- Zadaka (2019)
- Elements (2022)
- Songs from the Mara (2023)
- Seven Gifts (remix) (2023)
- Blue Lotus (remix) (2024)

### Recopilaciones
- Alive (2009)
- Spirit Calls (2010)
- Invitation from Within (2013)
- Cecil’s Pride (2015)
- Source (2017)
- Go (2019)

## Partituras
- Scenic Route 58 (1985)
- The Room (1996)
- The Phoenix (2009)

## Premios
- Mejor Álbum Vocal, Zone Music Reporter, The Grace of the Green Leaf 2010[9]
- Medalla de Plata, Global Music Awards, Crown in the Sky 2016[10]
- Medalla de Plata, Global Music Awards, Zadaka, 2019[10]
- Medalla de Plata, Global Music Awards, Elements 2022[11]
- Álbum en tercer lugar, NACC Chart - Top 30, Elements, 2022[12]
- Primer puesto, One World Music Awards, Mejor sencillo, 2023, Sunset on the Mara[13]
- Álbum 3.er puesto, Echoes Radio Top 25, septiembre de 2023, Canciones de Mara[14]
- Álbum ganador del tercer puesto, One World Music Awards, 2023, Canciones de Mara[13]
- Medalla de Plata, Global Music Awards, Songs from the Mara, 2023[15]
- Álbum en cuarto lugar, NACC Chart - Top 30, Songs from the Mara, 2023[12]
- Mejor Álbum New Age, Premios Mundiales de Entretenimiento, Canciones de Mara – Atardecer en Mara, 2025[16]